# Charles-Irénée Castel de Saint-Pierre
L'abate Charles-Irénée Castel de Saint-Pierre, detto l'Abbé de Saint-Pierre (Saint-Pierre-Église, 18 febbraio 1658 – Parigi, 29 aprile 1743), è stato uno scrittore e filosofo francese, membro dell'Académie française.

## Biografia
Charles-Irénée Castel, nacque in Normandia (nell'attuale dipartimento della Manche) da una famiglia di media nobiltà della Val de Saire da parte di padre, marchese di Saint-Pierre e gran balivo del Cotentin, e da un'altra del Bessin per parte di madre, parente dei Gigault de Bellefonds e discendente di Lucas Acher, signore di Mesnil Vitey ad Airel.
A causa della sua fragile costituzione che gli impediva la carriera militare, Charles-Irénée (ultimo di cinque figli) era stato indirizzato agli studi presso i gesuiti e poi agli ordini sacerdotali, benché senza alcuna vocazione.
Giunto a Parigi nel 1686, si legò ad ambienti di opposizione alla politica di Luigi XIV.
Grazie alle buone relazioni della famiglia, diviene primo elemosiniere di Elisabetta-Carlotta del Palatinato, duchessa d'Orléans moglie di Filippo D'Orléans, fratello di Luigi XIV, e madre di Filippo II d'Orléans nominato Reggente di Francia alla morte di Luigi XIV. Frequenta assiduamente i salotti letterari di Madame de La Fayette e di Anne-Thérèse de Marguenat, marchesa de Lambert.
Qui conosce e diviene amico di Bernard Le Bouyer de Fontenelle che lo propone all'Académie française, alla quale viene eletto nel 1695 nonostante non abbia ancora scritto alcunché. La sua elezione era stata vanamente osteggiata da Bossuet, La Bruyère e Boileau.
Questa vicenda fu uno degli episodi della Querelle des Anciens et des Modernes (Disputa degli Antichi e dei Moderni) che agitò l'Académie alla fine del XVII secolo. L'abbé de Saint-Pierre può essere considerato come il primo rappresentante delle nuove idee che annunciano l'Illuminismo.
Nel 1702 diventò abate commendatario di Tiron in Normandia.

## Il Progetto di pace perpetua
Non è certa la sua partecipazione in qualità di segretario dell'abate di Polignac, alle negoziazioni del Trattato di Utrecht. Tuttavia la stipula di questa pace che mette fine alle distruzioni della guerra di successione spagnola voluta da Luigi XIV costituisce l'occasione che motiva l'abate a pubblicare il Projet pour rendre la paix perpétuelle en Europe. Molti gli avvenimenti internazionali che di volta in volta ispireranno le sue innumerevoli riedizioni e che legheranno per secoli il suo nome al pacifismo utopico. I temi trattati dall'abate di Saint-Pierre saranno ripresi da autori ben più noti come Jean-Jacques Rousseau, Voltaire e Immanuel Kant e da altri pensatori che alimenteranno la cultura riformista dell'Illuminismo.
Il progetto è considerato da molti come un antesignano delle esperienze di integrazione europea e cooperazione internazionale come la Santa Alleanza, la Società delle Nazioni, l'Unione europea e l'ONU.
Il progetto dell'Abbè de Saint-Pierre prevede la creazione di una istituzione sovra-nazionale, una sorta di « union européenne » organizzata come un congresso arbitrale di rappresentanti dei singoli Stati stabilmente insediato, per risolvere giuridicamente le controversie internazionali, assicurare regole condivise e garantire pace, sicurezza e stabilità agli Stati membri. I sovrani e le repubbliche europee aderenti s'impegnano a cedere una porzione della loro sovranità sottomettendosi a leggi comuni e sentenze destinate a sanzionare le violazioni. Un esercito costituito con il supporto di ogni nazione assicurerebbe la certezza dell'applicazione delle sanzioni e un intervento di ripristino dell'ordine originario in caso di rivolte interne. In cambio i sovrani oltre ad una buona reputazione avrebbero tutta una serie di vantaggi che l'abate spiega in termini estremamente realistici: una considerevole riduzione delle spese militari, una riduzione delle perdite demografiche tanto soldati che popolazioni soggette alle drammatiche distruzioni che ogni guerra porta con sé; un migliore utilizzo della spesa pubblica destinabile alla costruzione di infrastrutture (strade, canali, mercati, nuovi porti) mirate a sviluppare il commercio e la produzione manifatturiera.
L'abate tenta di dimostrare che la gloria di un sovrano non consiste nella vana «gloriole» derivante dall'espansionismo militare, ma nello sviluppo della ricchezza del popolo da cui deriva attraverso una razionale politica fiscale la ricchezza del sovrano, la sua magnificenza e la stabilità della sua casata. I sovrani assoluti, a cui principalmente l'abate si rivolge, potrebbero inoltre beneficiare della forza dell'Unione per reprimere le ribellioni. L'Unione degli Stati europei costituirebbe una “mutua garanzia” per garantire la stabilità del potere assoluto mediante l'istituzione di un diritto-dovere di ingerenza antesignano di quello stabilito dalla Santa Alleanza.
Benché le sue proposte fossero fondate e argomentate tenendo conto dei più realistici interessi economici e geopolitici delle singole potenze europee, le sue idee verranno citate per secoli come la quintessenza del pacifismo utopico.